# Midden-Duits voetbalkampioenschap 1917/18
In 1917/18 werd het zestiende voetbalkampioenschap gespeeld dat georganiseerd werd door de Midden-Duitse voetbalbond. VfB Leipzig werd kampioen, maar er was geen verdere eindronde meer om de Duitse landstitel vanwege de Eerste Wereldoorlog.

## Deelnemers aan de eindronde
| Club                                 | Gekwalificeerd als            |
| ------------------------------------ | ----------------------------- |
| FC Herta Wittenberge                 | Kampioen van Altmark          |
| Cöthener FC 02                       | Kampioen van Anhalt           |
| Germania Halberstadt                 | Kampioen van Harz             |
| VfB Sangerhausen                     | Kampioen van Kyffhauser       |
| FuCC Cricket-Viktoria 1897 Magdeburg | Kampioen van Midden-Elbe      |
| SC Erfurt 1895                       | Kampioen van Noord-Thüringen  |
| VfB Leipzig                          | Kampioen van Noordwest-Saksen |
| SV Budissa Bautzen                   | Kampioen van Opper-Lausitz    |
| KSG VfB 1903/Sachsen Dresden         | Kampioen van Oost-Saksen      |
| 1. SV Jena                           | Kampioen van Oost-Thüringen   |
| Hallescher FC 1896                   | Kampioen van Saale            |
| Lion TV Weißenfels                   | Kampioen van Saale-Elster     |
| KSG Zwickauer SC/Olympia Zwickau     | Kampioen van West-Thüringen   |
| FC Wacker Gotha                      | Kampioen van West-Thüringen   |
| SV Teutonia 1901 Chemnitz            | Kampioen van Zuidwest-Saksen  |

## Thüringen
Net als vorig jaar nam de club uit de regio Thüringen (Noord-Thüringen, Oost-Thüringen, Saale-Elster, Kyffhäuser en Wartburg) het eerst tegen elkaar op en mocht enkel de kampioen naar de Midden-Duitse eindronde, daar mocht de club wel meteen in de halve finale mocht aantreden.  Na dit seizoen werden een aantal van de Thüringse competities in één grote competitie verenigd. 

### Kwartfinale
|              |                |        |                    |        |
| 7 april 1918 | SC Erfurt 1895 | 17 - 0 | TV Lion Weißenfels | Erfurt |
| 7 april 1918 |                |        |                    | Erfurt |

|              |            |        |                  |      |
| 7 april 1918 | 1. SV Jena | 10 - 0 | VfB Sangerhausen | Jena |
| 7 april 1918 |            |        |                  | Jena |

SV Wacker Gotha had een bye.

### Halve finale
|               |                 |              |                |       |
| 14 april 1918 | FC Wacker Gotha | 1 - 3 (n.v.) | SC Erfurt 1895 | Gotha |
| 14 april 1918 |                 |              |                | Gotha |

### Finale
|               |                |       |            |                        |
| 21 april 1918 | SC Erfurt 1895 | 1 - 3 | 1. SV Jena | Borussia-Platz, Erfurt |
| 21 april 1918 |                |       |            | Borussia-Platz, Erfurt |

## Eindronde

### Kwalificatie
|              |                |       |             |        |
| 7 april 1918 | Cöthener FC 02 | 0 - 4 | VfB Leipzig | Dessau |
| 7 april 1918 |                |       |             | Dessau |

|              |                              |       |                    |                     |
| 7 april 1918 | KSG VfB 1903/Sachsen Dresden | 9 - 0 | SV Budissa Bautzen | Ring-Platz, Dresden |
| 7 april 1918 |                              |       |                    | Ring-Platz, Dresden |

|              |                                  |              |                           |         |
| 7 april 1918 | KSG Zwickauer SC/Olympia Zwickau | 2 - 3 (n.v.) | SV Teutonia 1901 Chemnitz | Dresden |
| 7 april 1918 |                                  |              |                           | Dresden |

|              |                                 |              |                      |           |
| 7 april 1918 | FuCC Cricket-Viktoria Magdeburg | 3 - 2 (n.v.) | FC Herta Wittenberge | Magdeburg |
| 7 april 1918 |                                 |              |                      | Magdeburg |

|              |                    |        |                      |       |
| 7 april 1918 | Hallescher FC 1896 | 10 - 1 | Germania Halberstadt | Halle |
| 7 april 1918 |                    |        |                      | Halle |

### Kwartfinale
|               |                                 |       |                    |           |
| 14 april 1918 | FuCC Cricket-Viktoria Magdeburg | 0 - 4 | Hallescher FC 1896 | Magdeburg |
| 14 april 1918 |                                 |       |                    | Magdeburg |

|               |                           |       |                              |          |
| 14 april 1918 | SV Teutonia 1901 Chemnitz | 1 - 8 | KSG VfB 1903/Sachsen Dresden | Chemnitz |
| 14 april 1918 |                           |       |                              | Chemnitz |

VfB Leipzig en de nog niet bekende Thüringse kampioen hadden een bye.  

### Halve finale
|               |                              |       |             |         |
| 28 april 1918 | KSG VfB 1903/Sachsen Dresden | 0 - 3 | VfB Leipzig | Dresden |
| 28 april 1918 |                              |       |             | Dresden |

|               |                    |              |            |       |
| 28 april 1918 | Hallescher FC 1896 | 2 - 1 (n.v.) | 1. SV Jena | Halle |
| 28 april 1918 |                    |              |            | Halle |

### Finale
|             |               |       |                    |                                                                |
| 12 mei 1918 | VfB Leipzig   | 2 - 0 | Hallescher FC 1896 | Sportplatz, Leipzig Toeschouwers: 5.000 Scheidsrechter: Courty |
| 12 mei 1918 | Krug 11', 52' |       |                    | Sportplatz, Leipzig Toeschouwers: 5.000 Scheidsrechter: Courty |